# Patagonisch-Afrikaans
Patagonisch-Afrikaans is een dialect van het Afrikaans dat door Afrikaner Argentijnen gesproken wordt. Het Afrikaans is in Argentinië gekomen door enkele Boerenfamilies die gevlucht waren voor de Tweede Boerenoorlog (1899-1902). Ongeveer 600 Afrikaners kwamen in de provincie Chubut te wonen, met name in het stadje Comodoro Rivadavia, maar later in vestigden veel Afrikaner Argentijnen in Sarmiento. 
| Patagonisch Afrikaans | Standaard Afrikaans | Standaard Nederlands | Argentijns-Spaans |
| --------------------- | ------------------- | -------------------- | ----------------- |
| vliegtuigstasie       | lughawe             | luchthaven           | aeropuerto        |
| kapok                 | sneeu               | sneeuw               | nieve             |
| kapokpop              | sneeuman            | sneeuwman, sneeuwpop | muñeco de nieve   |
| leermeester           | onderwyser          | leraar               | maestro           |
| mister                | meneer              | meneer               | mister            |
| goewerment            | regering            | regering             | gobierno          |
| juts                  | regter              | rechter              | juez              |
| operasiedokter        | chirurg             | chirurg              | cirujano          |
| maalbolletjie         | frikkadel           | gehaktbal            | albóndiga         |
| camión                | bakkie              | vrachtwagen          | camioneta         |
| sí                    | ja                  | ja                   | sí                |